# Celiangeli Morales
Celiangeli Morales Meléndez (* 2. November 1985 in York, Pennsylvania) ist eine ehemalige puerto-ricanische Leichtathletin, die sich auf den Sprint spezialisiert hat. Ihren größten Erfolg feierte sie 2015 mit dem Gewinn der Silbermedaille in der 4-mal-100-Meter-Staffel bei den NACAC-Meisterschaften in San José.

## Sportliche Laufbahn
Erste Erfahrungen bei internationalen Meisterschaften sammelte Celiangeli Morales im Jahr 2006, als sie bei den Ibero-Amerikanischen Meisterschaften in Ponce in 11,72 s die Bronzemedaille im 100-Meter-Lauf hinter der Brasilianerin Franciela Krasucki und Belén Recio aus Spanien gewann. Zudem gewann sie mit der puerto-ricanischen 4-mal-100-Meter-Staffel in 44,50 s die Silbermedaille hinter dem brasilianischen Team. Anschließend belegte sie bei den U23-NACAC-Meisterschaften in Santo Domingo in 12,03 s den siebten Platz über 100 Meter und gewann mit der Staffel in 46,60 s die Silbermedaille hinter dem US-amerikanischen Team. Daraufhin gelangte sie mit der Staffel bei den Zentralamerika- und Karibikspielen in Cartagena mit 45,05 s auf Rang vier. Im Jahr darauf schied sie bei den NACAC-Meisterschaften in San Salvador mit 12,02 s im Vorlauf über 100 Meter aus und belegte im Staffelbewerb in 45,08 s den vierten Platz. Anschließend wurde sie bei den Panamerikanischen Spielen in Rio de Janeiro mit 43,81 s Vierte mit der Staffel und schied dann bei den Sommer-Universiade in Bangkok mit 11,92 s im Halbfinale über 100 Meter aus. 2008 kam sie bei den Ibero-Amerikanischen Meisterschaften in Iquique im Finale über 100 Meter nicht ins Ziel und wurde mit der Staffel disqualifiziert. Anschließend schied sie bei den Zentralamerika- und Karibikmeisterschaften (CAC) in Cali mit 11,93 s im Vorlauf über 100 Meter aus und belegte im Staffelbewerb in 44,34 s den vierten Platz. Im Jahr darauf gelangte sie bei den CAC-Meisterschaften in Havanna mit 44,08 s auf Rang fünf mit der Staffel. 2010 wurde sie sowohl bei den Ibero-Amerikanischen Meisterschaften in San Fernando sowie den Zentralamerika- und Karibikspielen in Mayagüez mit der 4-mal-100-Meter-Staffel disqualifiziert, da eine ihrer Mitstreiterinnen wegen Dopings gesperrt wurde.
Bei den erstmals ausgetragenen IAAF World Relays 2014 in Nassau belegte sie in 43,99 s den vierten Platz im B-Finale der 4-mal-100-Meter-Staffel und anschließend belegte sie bei den Zentralamerika- und Karibikspielen in Xalapa in 44,33 s den vierten Platz. Im Jahr darauf belegte sie bei den Panamerikanischen Spielen in Toronto in 44,27 s den sechsten Platz mit der Staffel und anschließend belegte sie bei den NACAC-Meisterschaften in San José in 11,47 s den sechsten Platz über 100 Meter und gelangte im 200-Meter-Lauf mit 23,03 s auf Rang fünf. Zudem gewann sie mit der Staffel in 43,51 s gemeinsam mit Beatriz Cruz, Genoiska Cancel und Carol Rodríguez die Silbermedaille hinter dem US-amerikanischen Team. Über 200 Meter startete sie dann bei den Weltmeisterschaften in Peking und schied dort mit 23,34 s in der ersten Runde aus. 2016 schied sie bei den Ibero-Amerikanischen Meisterschaften in Rio de Janeiro mit 23,83 s im Vorlauf über 200 Meter aus und belegte in 11,50 s den sechsten Platz über 100 Meter. Zudem siegte sie in 43,55 s in der 4-mal-100-Meter-Staffel. Daraufhin nahm sie an den Olympischen Sommerspielen ebendort teil und kam dort mit 23,00 s nicht über den Vorlauf hinaus. 2018 bestritt sie in den Vereinigten Staaten ihren letzten offiziellen Wettkampf und beendete daraufhin ihre aktive sportliche Karriere im Alter von 32 Jahren.
2013 wurde Morales puerto-ricanische Meisterin in der 4-mal-100-Meter-Staffel.

## Persönliche Bestleistungen
- 100 Meter: 11,39 s (0,0 m/s), 6. Juni 2014 in Mayagüez
  - 60 Meter (Halle): 7,48 s, 22. Januar 2016 in New York City
- 200 Meter: 23,00 s (+0,8 m/s), 15. August 2016 in Rio de Janeiro